# تشارلز فيكرز
تشارلز فيكرز (بالإنجليزية: Charles Vickers)‏ هو لاعب كرة قدم بريطاني (وحمل سابقاً جنسية المملكة المتحدة لبريطانيا العظمى وأيرلندا) في مركز الهجوم، ولد في 12 فبراير 1891 في المملكة المتحدة، وتوفي في 21 يونيو 1917 في لوزينهيم في فرنسا. لعب مع نادي كيلمارنوك.